# Conservatorium van Moskou

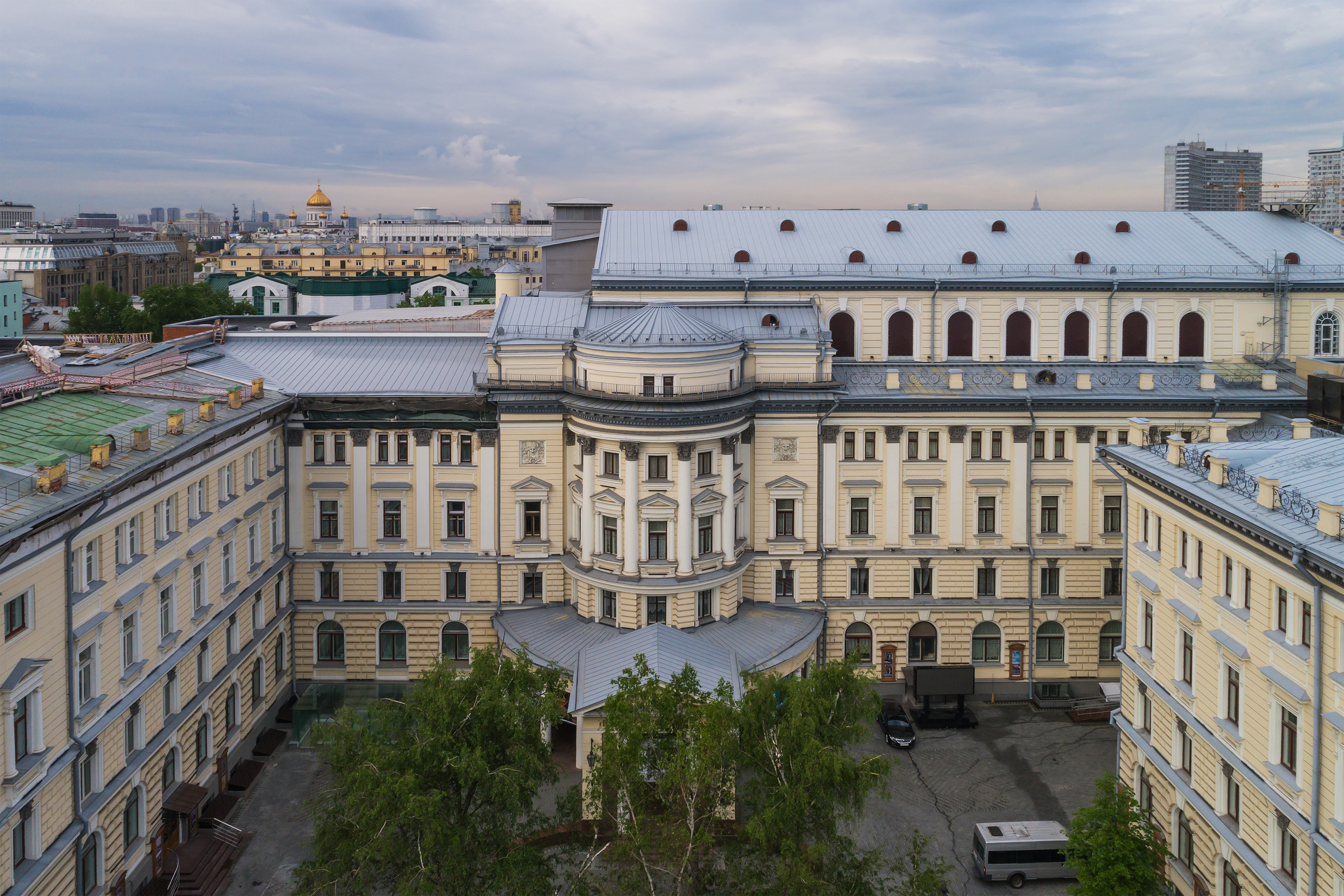
Het gebouw in 2017

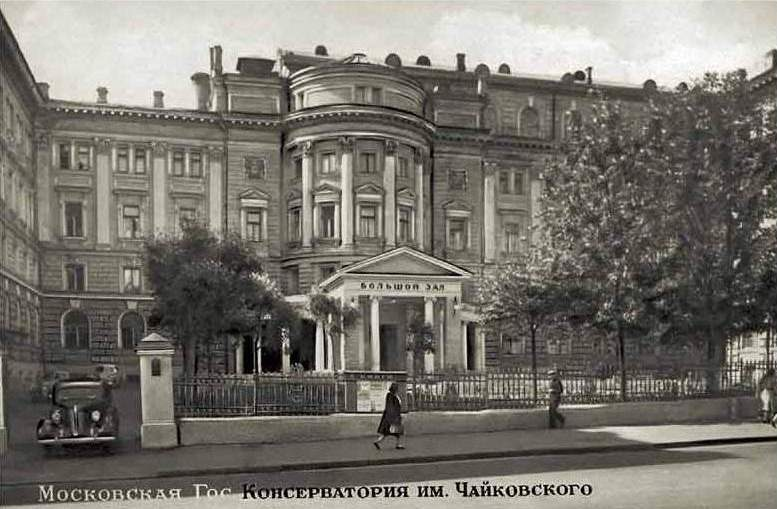
Het Conservatorium van Moskou in 1940

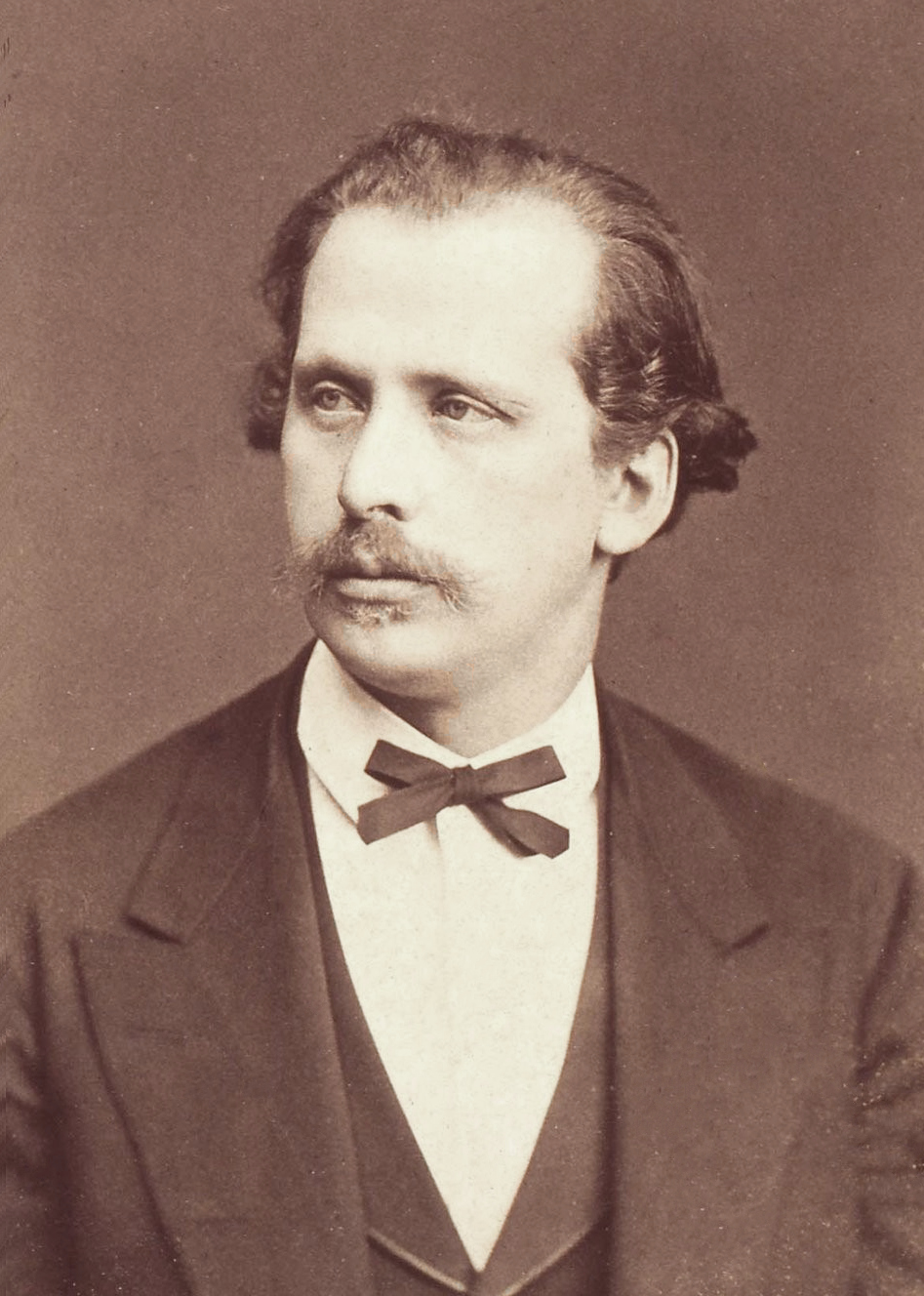
Oprichter Nikolaj Grigorjevitsj Rubinstein

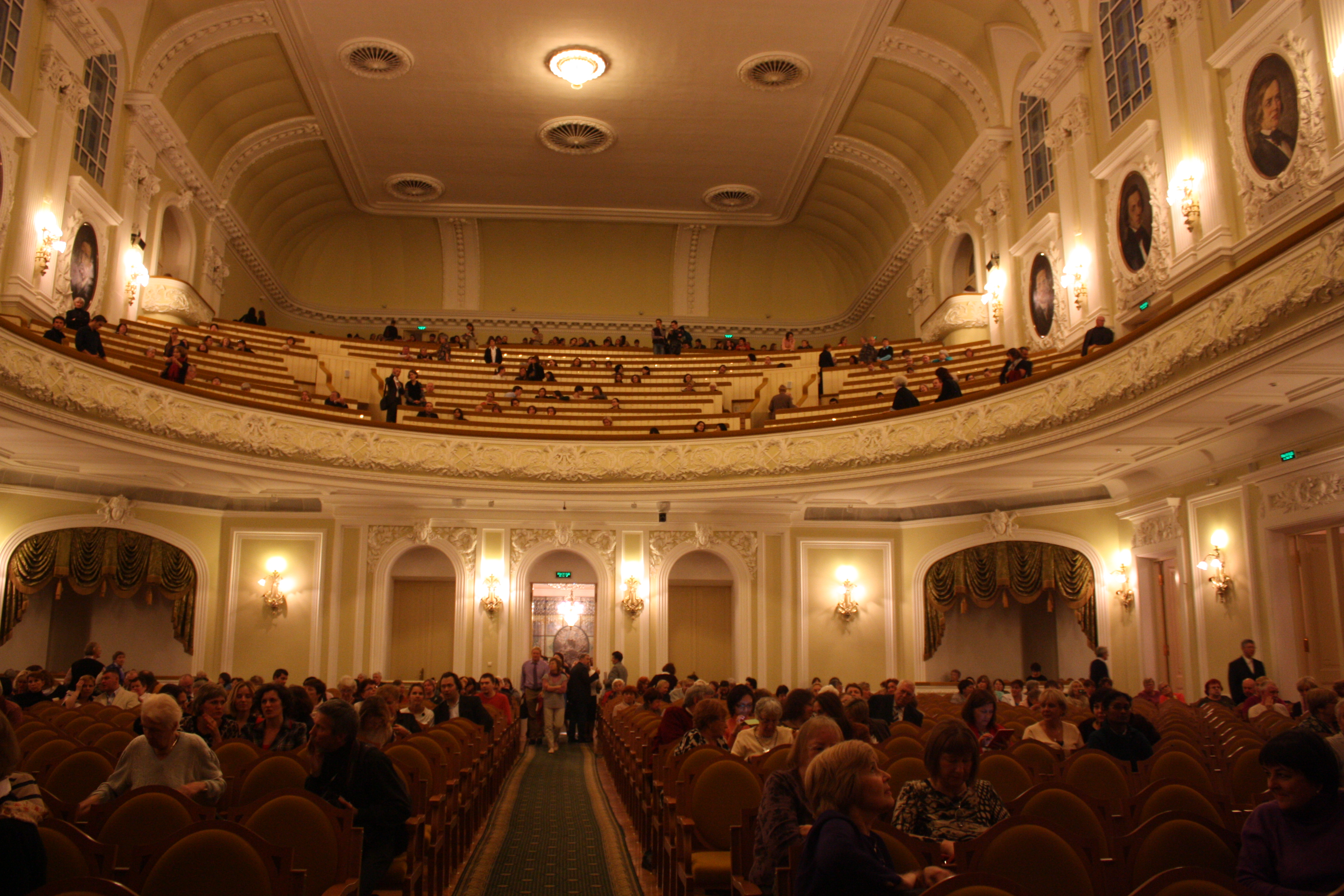
De Grote Zaal van het Conservatorium

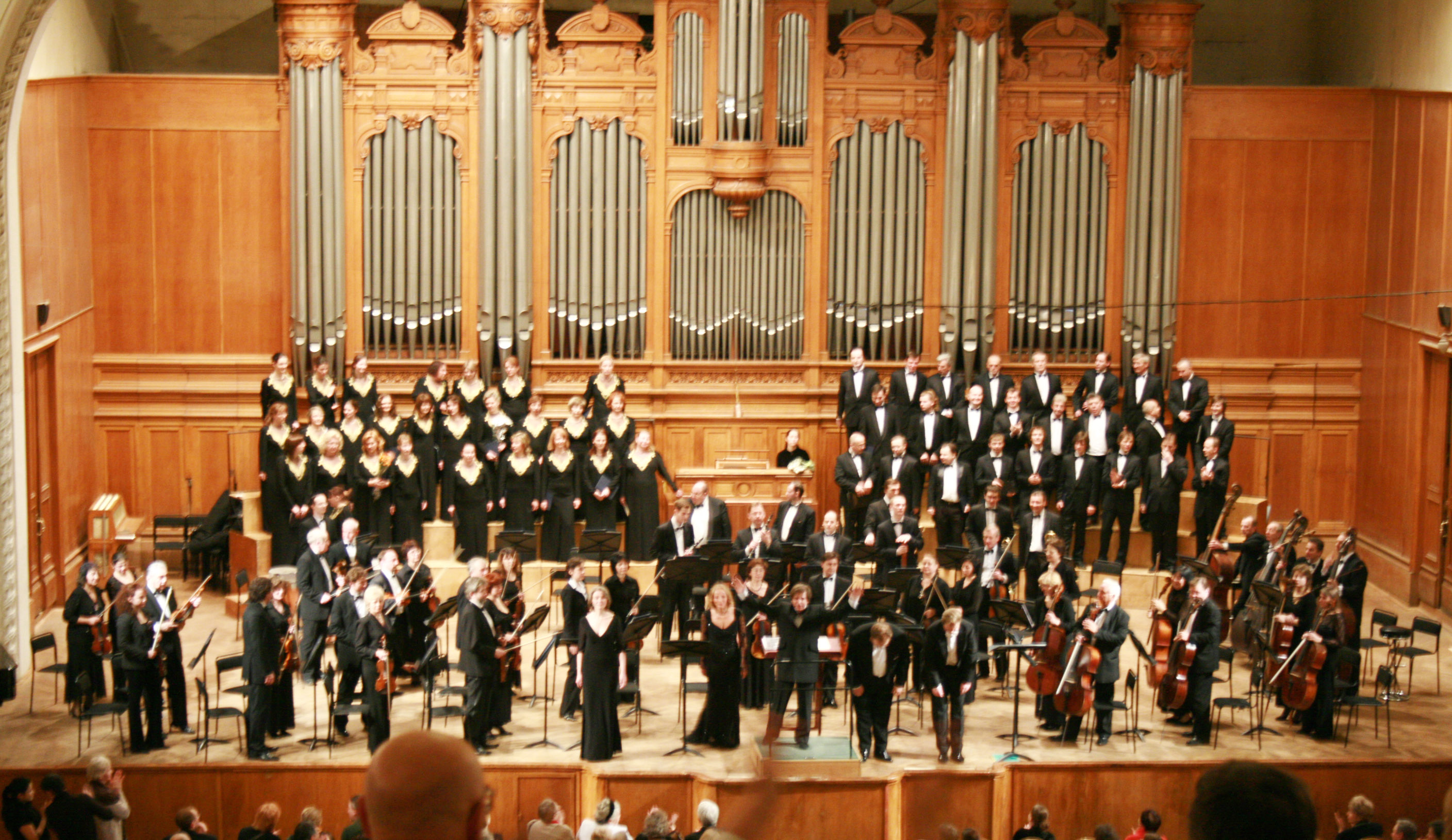
Podium van de Grote Zaal met het Cavaillé-Coll-concertorgel

Het Conservatorium van Moskou "P.I. Tsjaikovski" (Russisch: Московская государственная консерватория имени П. И. Чайковского Moskovskaja gosoedarstvennaja konservatorija im. P. I. Tsjajkovskogo) is een van de prominentste instellingen van Rusland op het gebied van muziekonderwijs.
Het conservatorium werd opgericht door Prins Nikolai Petrovitch Troubetzkoy en Nikolaj Rubinstein, de broer van de beroemde componist en pianist Anton Rubinstein, die zelf in 1862 het Conservatorium van Sint-Petersburg had opgericht. Vanaf de opening in 1866 tot 1878 gaf Tsjaikovski er les in theorie en muziekleer. Sinds 1940 draagt het conservatorium zijn naam.
Nagenoeg de gehele elite van de Russische musici met uitzondering van degenen die in Sint-Petersburg studeerden, hebben hier hun opleiding genoten.

## Bekende oud-studenten
- Valery Afanassiev - pianist
- Irina Archipova - mezzosopraan
- Vladimir Asjkenazi - pianist en dirigent
- Mila Baslawskaja - pianist
- Rudolf Barschai - altviolist en dirigent
- Boris Belkin - violist
- Boris Berezovski - pianist
- Aram Chatsjatoerjan - componist
- Tichon Chrennikov - componist
- Youri Egorov - pianist
- Dmitri Ferschtman - cellist
- Misha Geller - altviolist en componist
- Sofia Goebajdoelina - componist
- Natalja Goetman - cellist
- Aleksandr Gretsjaninov - componist
- Andrej Hoteev - pianist
- Olga Kern - pianist
- Leonid Kogan - violist
- Kirill Kondrasjin - dirigent
- Gidon Kremer - violist
- Elisabeth Leonskaja - pianist
- Josef Lhévinne - pianist
- Sergej Ljapoenov - componist en pianist
- Radu Lupu - pianist
- Lev Markiz - dirigent
- Nikolaj Medtner - componist en pianist
- Viktoria Mullova - violist
- Tatjana Nikolajeva - pianist
- Igor Oistrach - violist
- Michail Pletnev - pianist en dirigent
- Ivo Pogorelich - pianist
- Sergej Rachmaninov - componist, pianist en dirigent
- Svjatoslav Richter - pianist
- Mstislav Rostropovitsj - cellist en dirigent
- Gennadi Rozjdestvenski - dirigent
- Alfred Schnittke - componist
- Rodion Sjtsjedrin - componist
- Alexander Skrjabin - componist en pianist
- Lepo Sumera, componist
- Jevgeni Svetlanov - dirigent en componist
- Aleksandr Sokolov - musicoloog en Russisch minister van Cultuur
- Marina Tchebourkina - organist en musicologe
- Veljo Tormis - componist
- Maria Oespenskaja - klavecimbelspeler
- Pavel Tsjesnokov - koordirigent en kerkmuziekexpert
- Maksim Vengerov - violist